# توماس هولاند
توماس هولاند (بالإنجليزية: Tom Holland) (و. 1968  م) هو كاتب، ومؤرخ، ودرامي ‏، ومؤدي بريطاني، ولد في أكسفورد.

## التعليم
تعلم في كلية كوينز (كامبريدج)، ومدرسة كانفورد ‏.

## جوائز
حصل على جوائز منها:
- زميل في الجمعية الملكية للأدب.

## وصلات خارجية
- توماس هولاند على موقع IMDb (الإنجليزية)
- توماس هولاند على موقع قاعدة بيانات الفيلم (الإنجليزية)
- توماس هولاند في قاعدة بيانات الأفلام على الإنترنت